# Claude Sicard
Claude Sicard (1677 – 12. dubna 1726) byl francouzský jezuitský kněz a egyptolog. Mezi lety 1708 a 1712 stál za vznikem nejstarší známé mapy Egypta. Byl vedoucím jezuitských misionářů v Káhiře.